# 史可全
史可全（1892年—1979年），中国人民解放军将领、中国人民解放军开国少将。
曾任中国人民解放军兰州军区北京办事处主任。1955年，授予中国人民解放军少将。